# Jan I. Osvětimský
Jan I. Osvětimský zvaný Scholastik (mezi 1308 až 1310 – 1372) byl osvětimský kníže panující v letech 1321/24 až 1372. Pocházel z dynastie slezských Piastovců, byl synem knížete Vladislava I. Osvětimského a jeho manželky Eufroziny Mazovské.

## Život
Původně byl určen pro církevní dráhu, stal se krakovským kanovníkem. Brzy se ale oženil, přesto ale dále využíval důchody plynoucí z příslušného postu, což vyvolalo protesty papeže. Po smrti svého otce někdy v letech 1321 až 1324 se stal novým vládcem Osvětimského knížectví. Dne 24. února 1327 složil lenní slib českému královi Janu Lucemburskému. I přesto, že byl loajální českým králům, vyskytoval se i u polského královského dvora. Po smrti bytomsko-kozelského knížete Boleslava v roce 1354 či 1355 se neúspěšně zapojil do sporů o jeho dědictví.

## Manželství a potomci
Kníže Jan byl dvakrát ženat. Jméno jeho první ženy se nezachovalo. Z manželství vzešel syn:
- Jan II. Osvětimský († 1376), osvětimský kníže

Podruhé se oženil se Salome z Plavna, dcerou pána z Greizu Jindřicha II.